# Hesperaloe parviflora
Hesperaloe parviflora är en sparrisväxtart som först beskrevs av John Torrey, och fick sitt nu gällande namn av John Merle Coulter. Hesperaloe parviflora ingår i släktet Hesperaloe och familjen sparrisväxter.

## Underarter
Arten delas in i följande underarter:
- H. p. bechtoldii
- H. p. parviflora

## Bildgalleri

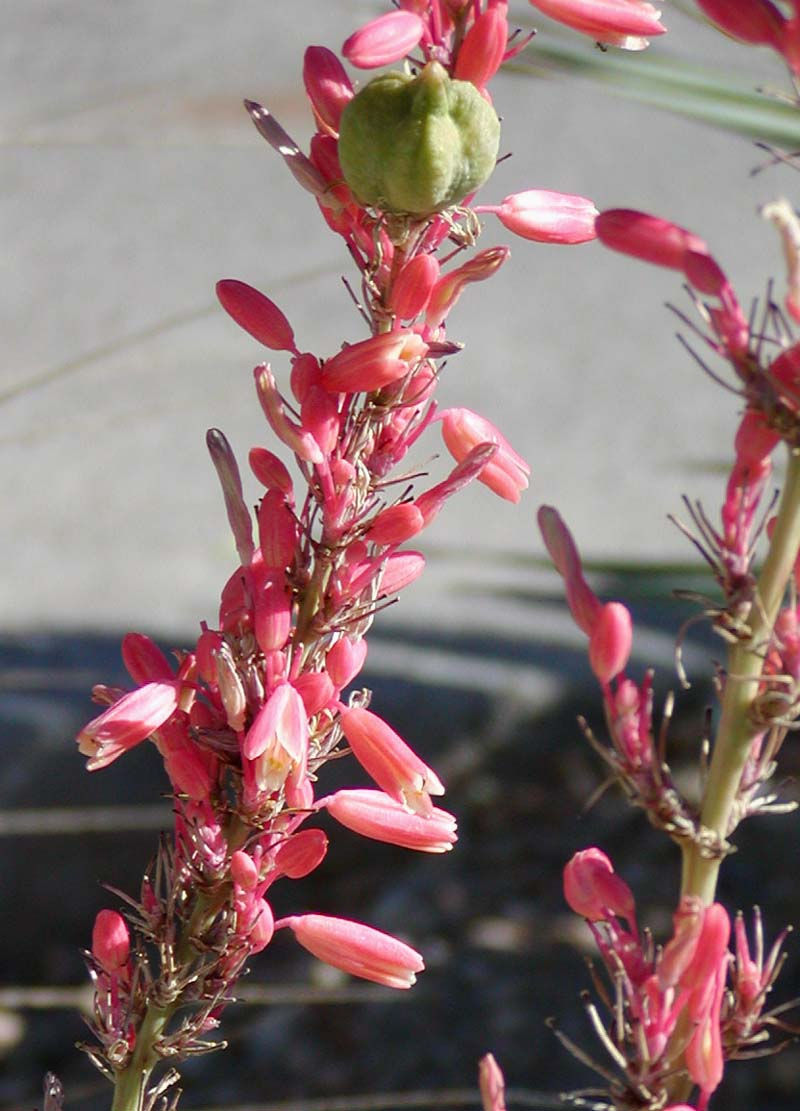
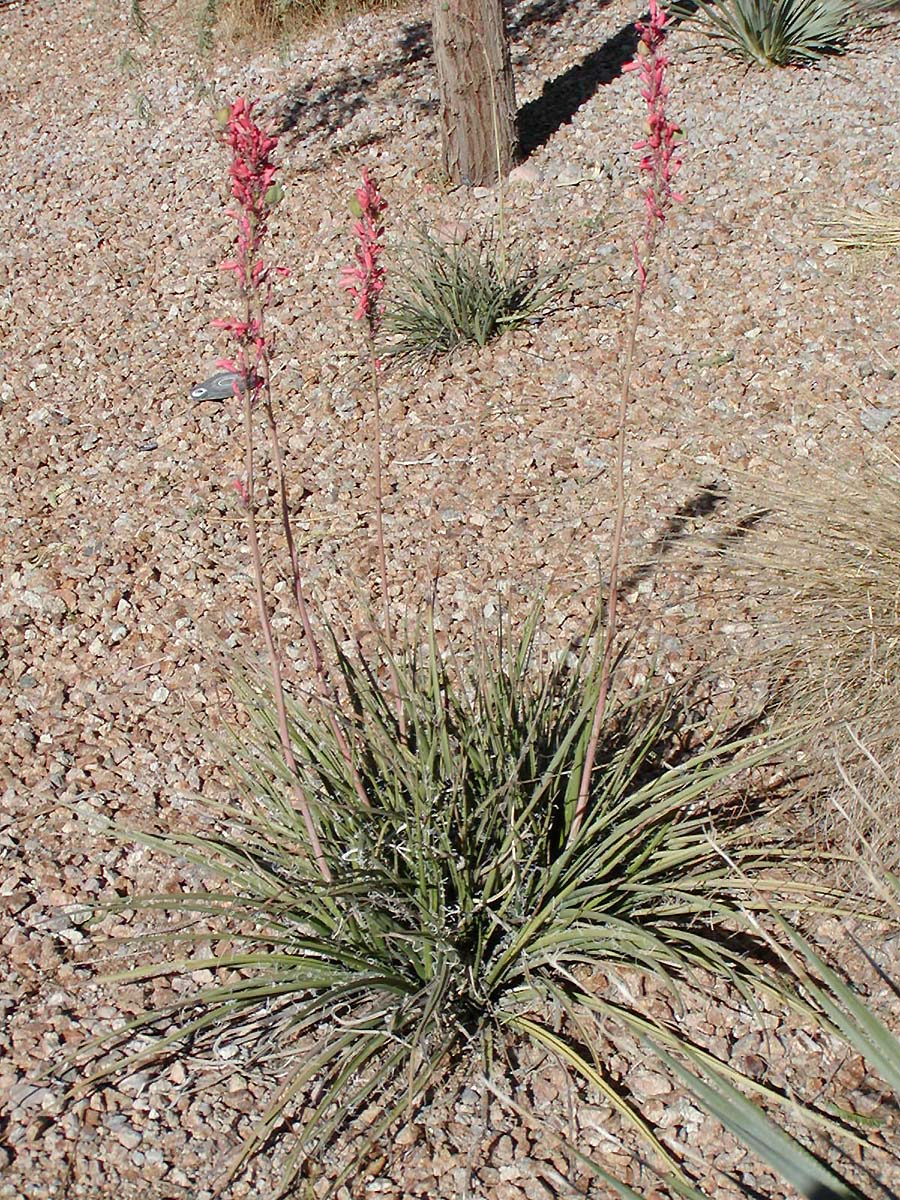
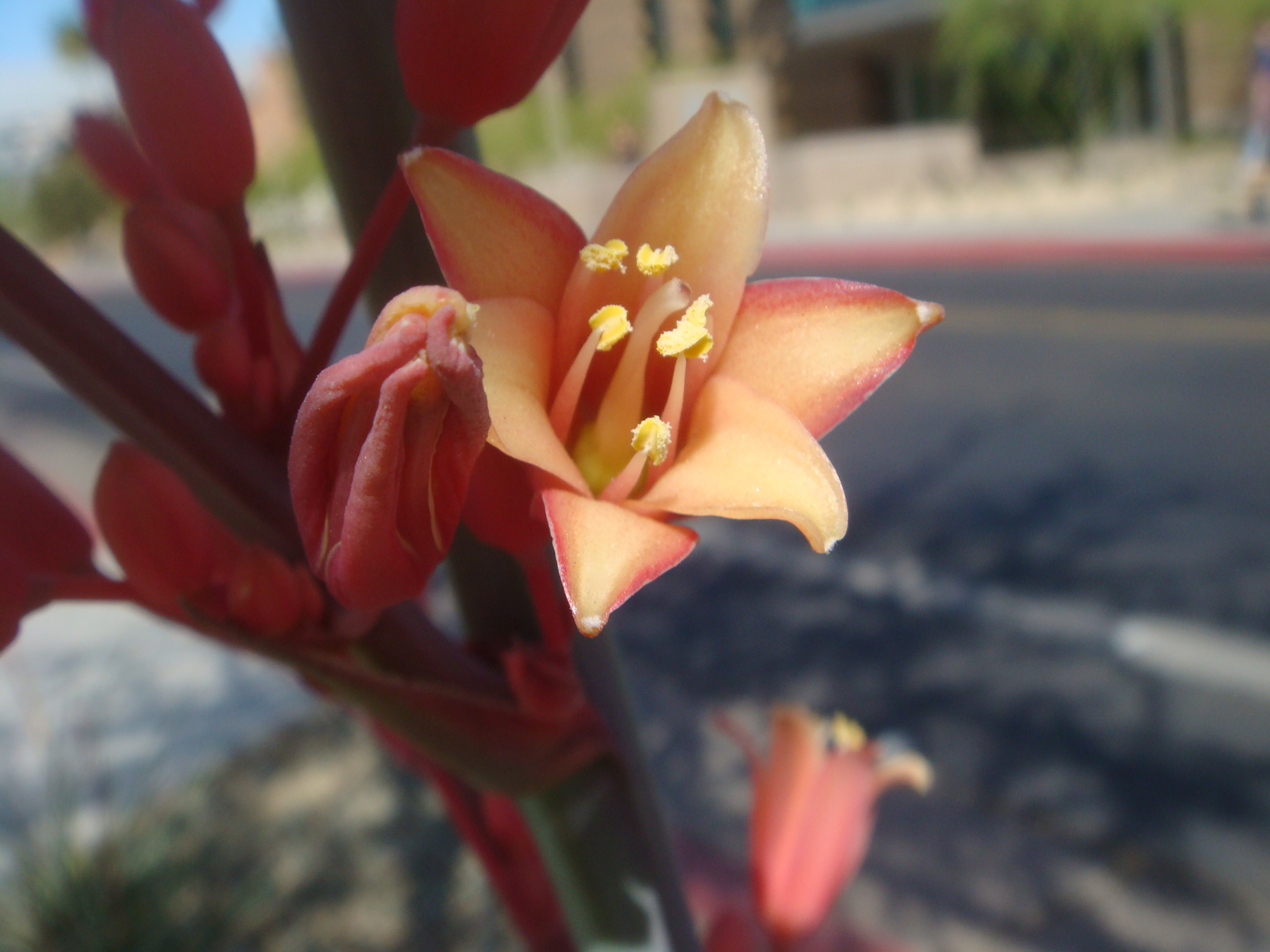
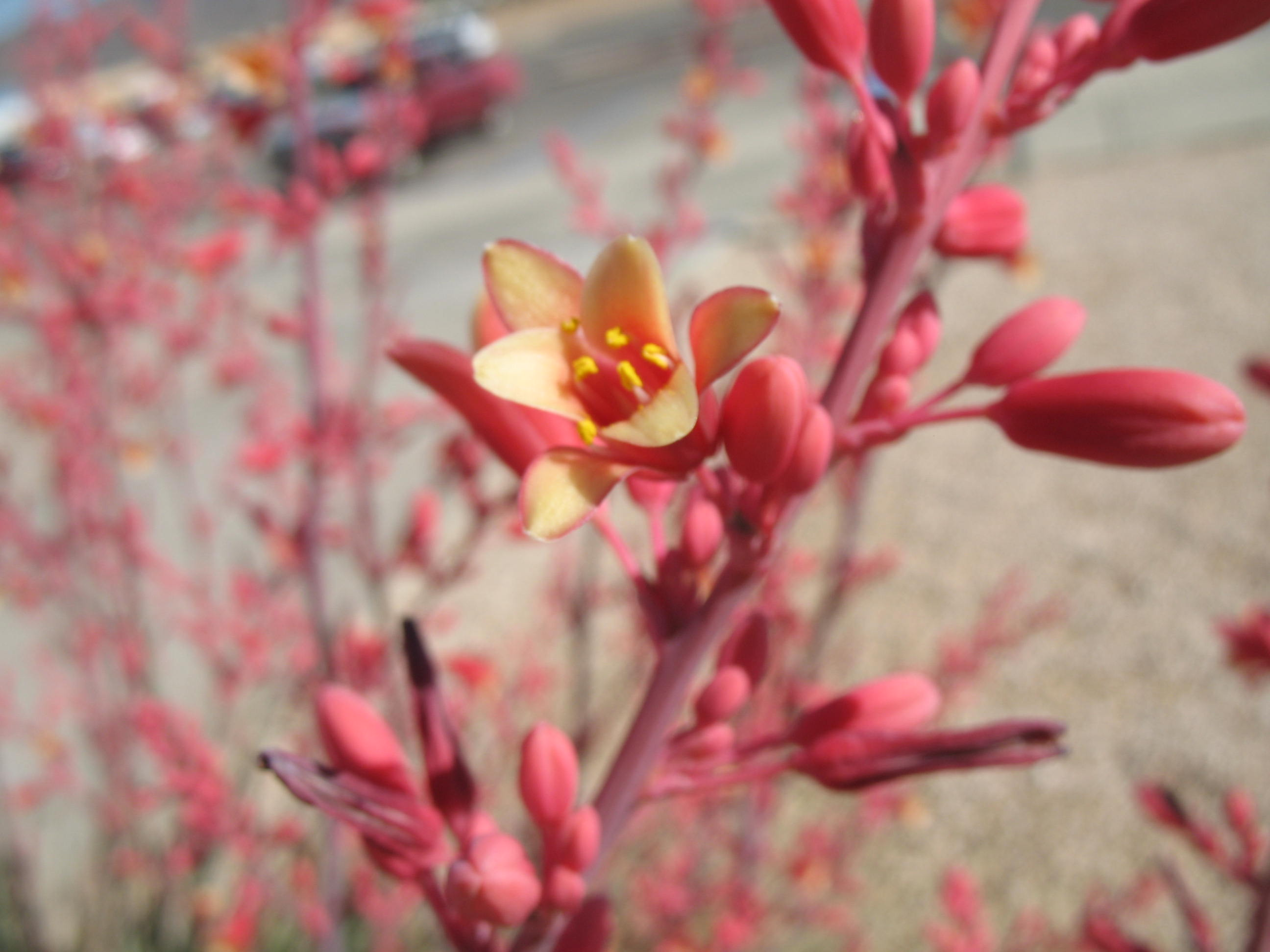
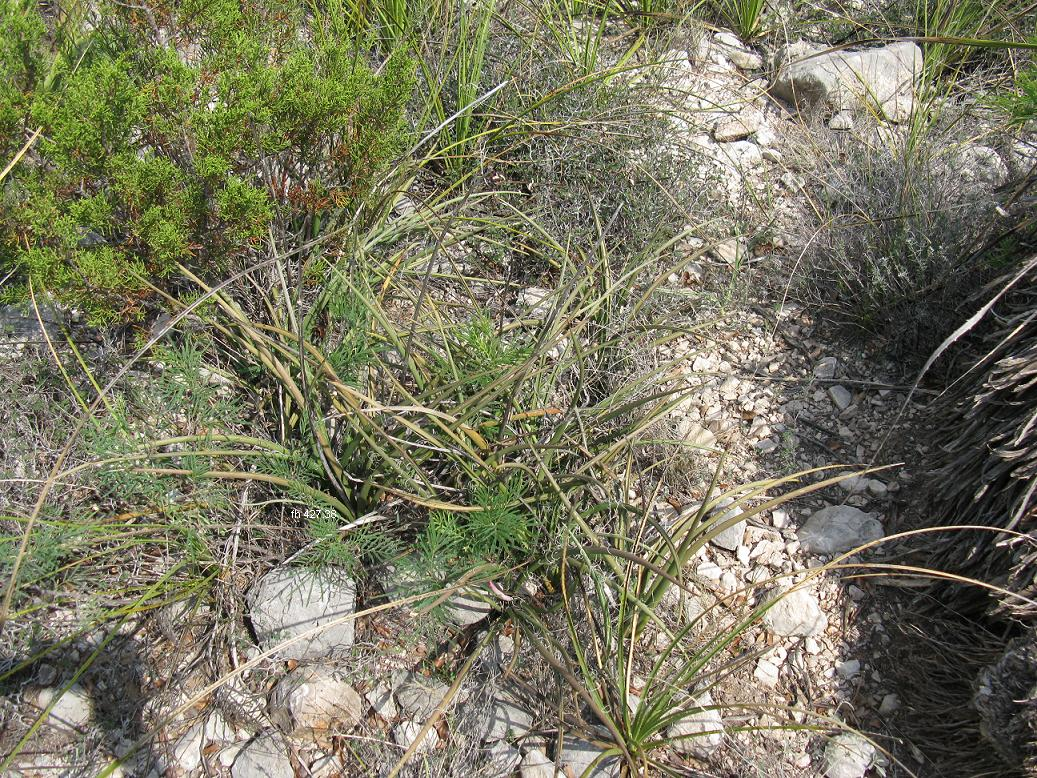
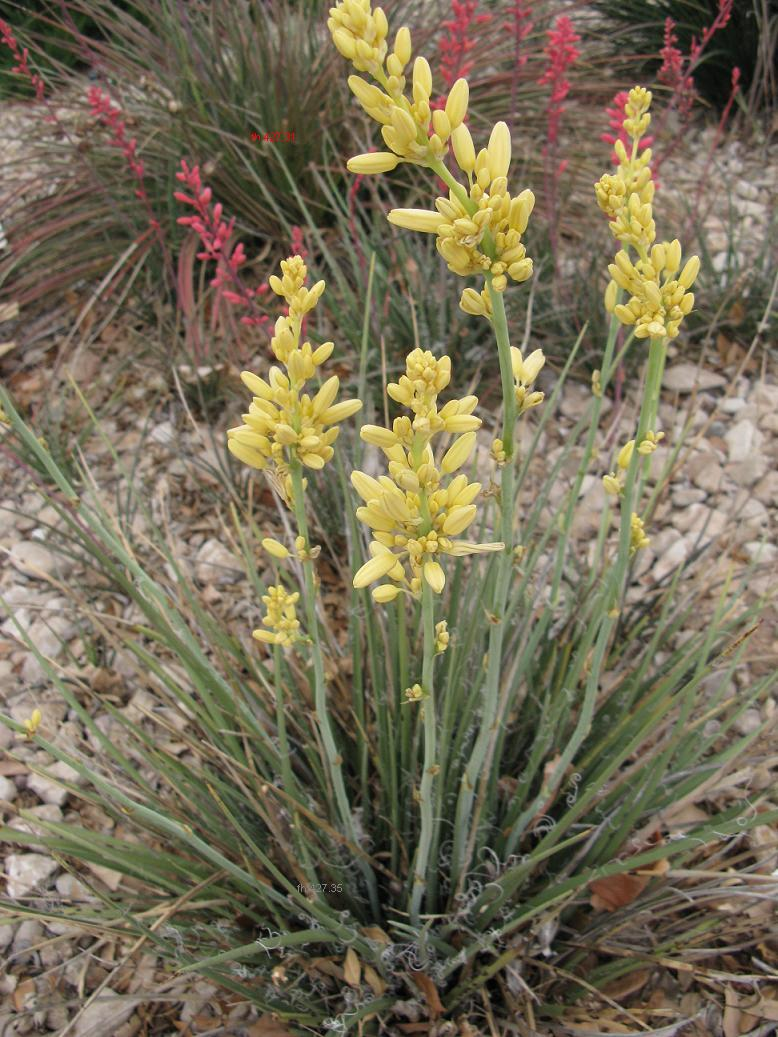